# Phil Luckett
Phil Luckett (* im 20. Jahrhundert) ist ein ehemaliger US-amerikanischer Schiedsrichter im American Football, der von der Saison 1991 bis 2005 und in der Saison 2007 in der NFL tätig war. Er war Schiedsrichter des Wild-Card-Playoff-Spiels in der Saison 1999 zwischen den Tennessee Titans und den Buffalo Bills, welches unter Music City Miracle in die Geschichte der NFL einging. Er trug die Uniform mit der Nummer 59.

## Karriere
Vor dem Einstieg in die NFL arbeitete er als Schiedsrichter in der NFL Europe.
Luckett begann im Jahr 1991 seine NFL-Laufbahn als Field Judge. Nachdem die Schiedsrichter Red Cashion und Howard Roe ihren Rücktritt bekannt gegeben hatte, wurde er zur NFL-Saison 1997 zum Hauptschiedsrichter ernannt. Zur Saison 2001 wechselte er auf die Back-Judge-Position, welche er bis zur Saison 2007 innehatte. In der Saison 2006 wurde er von der Liga beurlaubt.
In Super Bowl XXXI war er Field Judge in der Crew unter der Leitung von Hauptschiedsrichter Gerald Austin. Zudem war er Field Judge im Pro Bowl 1993 in der Crew unter der Leitung von Hauptschiedsrichter Howard Roe und Back Judge im Pro Bowl 2006 unter der Leitung von Hauptschiedsrichter Gerald Austin.